# ولی فالز (کانزاس)
ولی فالز (به انگلیسی: Valley Falls) شهری در ایالت کانزاس کشور ایالات متحده آمریکا است که جمعیت آن در سرشماری سال ۲۰۱۰ میلادی، ۱٬۱۹۲ نفر بوده‌است.